# Marianne Eihilt
Marianne Eihilt (født 8. oktober 1974 i Aalborg) er en dansk danser, danseinstruktør og dansedommer.
Eihilt tog højere handelseksamen i 1996 og er efterfølgende uddannet danseinstruktør. 
Gennem to årtier har hun danset med Brian Juul Eriksen, først for Danmark, men de sidste par år for Tyskland. Parret har vundet 10 danske mesterskaber og både sølv- og bronzemedaljer til EM og VM. 
Marianne Eihilt er desuden medindehaver af danseskolen Let's Dance i Aarhus.

## Vild med dans
Eihilt medvirkede i Vild med dans i 2005 i to sæsoner med hhv. Erik Peitersen og Eskild Ebbesen, i 2006 med Ole Olsen, og 2007 med Robert Hansen, hvor Hansen og Eihilt vandt sæsonen. Eihilt deltog også i 2008 med Joachim B. Olsen, som hun også vandt med og i 2011 med Tommy Kenter. 
I 2019-sæsonen afløste hun Britt Bendixen som dommer. Hun fortsatte som dommer i sæson 17 i 2020.